# Общероссийский классификатор территорий муниципальных образований
Общероссийский классификатор территорий муниципальных образований (сокр. ОКТМО) — классификатор объектов административно-территориального деления Российской Федерации, входит в состав «Единой системы классификации и кодирования технико-экономической и социальной информации Российской Федерации» (ЕСКК).
Утверждён 14 декабря 2005 года, с 1 января 2014 года вводится в действие и внедряется в статистическую практику новая версия Общероссийского классификатора территорий муниципальных образований: ОК 033—2013.
C 1 января 2014 года именно ОКТМО необходимо указывать в налоговых платёжных поручениях (вместо ОКАТО и в том же поле, что и последний).

## Классификация
Объектами классификации в ОКТМО являются территории муниципальных образований. В ступени классификации входят также субъекты РФ и населённые пункты.
Первая ступень классификации
XX-XXX-XXX-XXX
Группировка по субъектам Российской Федерации.
Вторая ступень классификации
XX-XXX-XXX-XXX
Группировка по муниципальным образованиям верхнего уровня:
- муниципальные районы
- муниципальные округа
- городские округа
- городские округа с внутригородским делением
- внутригородские территории (внутригородские муниципальные образования) городов федерального значения

Третья ступень классификации
XX-XXX-XXX-XXX
Группировка по муниципальным образованиям нижнего уровня и межселенным территориям:
- сельские поселения
- городские поселения
- внутригородские районы
- межселенные территории

Четвёртая ступень классификации
XX-XXX-XXX-XXX
Здесь кодируются населённые пункты.

## ОКТМО и ОКАТО
Министерство финансов Российской Федерации ежеквартально публикует таблицы, позволяющие установить соответствие кодов Общероссийского классификатора объектов административно-территориального деления (ОКАТО) кодам ОКТМО.

## Формат
ОКТМО состоит из двух разделов, включающих муниципальные образования и населённые пункты, входящие в состав муниципальных образований.
Формула структуры кода ОКТМО в первом разделе (8 знаков): XX XXX XXX, где:
- 1, 2 знаки идентифицируют объекты классификации первой ступени классификации (группировка муниципальных образований субъектов Российской Федерации);
- 3 — 5 знаки идентифицируют объекты классификации второй ступени классификации;
- 6 — 8 знаки идентифицируют объекты классификации третьей ступени классификации.

Формула структуры кода ОКТМО во втором разделе (11 знаков): XX XXX XXX XXX, где:
- 1 — 8 знаки идентифицируют муниципальные образования, в состав которых входят населённые пункты;
- 9 — 11 знаки идентифицируют населённые пункты.

На второй и третьей ступенях классификации применяется последовательный метод кодирования объектов классификации. При этом разряды 3 и 6 отведены под признаки соответственно Р1 и Р2, указывающие ступень классификации и вид кодируемого объекта. В этом случае применяется параллельный метод кодирования.
Признак второй ступени классификации — Р1 (разряд 3) имеет значения:
- 3 — внутригородская территория (внутригородское муниципальное образование) города федерального значения;
- 5 — муниципальный округ;
- 6 — муниципальный район;
- 7 — городской округ, городской округ с внутригородским делением;
- 9 — внутригородская территория города федерального значения (данное значение выделено в связи с недостаточностью резервной ёмкости в рамках признака со значением «3»).

Кодирование автономных округов, округов осуществляется в рамках соответствующих субъектов Российской Федерации, признак второй ступени классификации — Р1 (разряд 3) для этих объектов имеет значение:
- 8 — муниципальные образования автономного округа, округа.

При этом кодирование муниципальных районов, муниципальных округов и городских округов осуществляется с использованием серий кодов
- 810—829 — для муниципальных районов;
- 830—849 — для муниципальных округов;
- 850—898 — для городских округов.

Если в состав края или области входит два автономных округа, признак второй ступени классификации — Р1 (разряд 3) для второго автономного округа имеет значение:
- 9 — муниципальные образования автономного округа.

При этом кодирование муниципальных районов, муниципальных округов и городских округов осуществляется с использованием серий кодов:
- 910—929 — для муниципальных районов;
- 930—949 — для муниципальных округов;
- 950—998 — для городских округов.

Фактически значения «8», «9» на второй ступени классификации идентифицируют автономные округа в составе края или областей.
Признак третьей ступени классификации — Р2 (разряд 6) имеет значения:
- 1 — городское поселение;
- 3 — внутригородской район;
- 4 — сельское поселение;
- 7 — межселенная территория.

При этом кодирование городских поселений осуществляется с использованием серий кодов:
- 01 — 49 — для городских поселений, в состав которых входит город;
- 51 — 99 — для городских поселений, в состав которых входит посёлок.

Блок наименования объектов классификации включает наименования муниципальных образований, установленные законами субъектов Российской Федерации о муниципальных образованиях, построение которых осуществляется по единым требованиям с использованием унифицированных терминов и понятий, принятых в Федеральном законе от 6 октября 2003 г. № 131-ФЗ «Об общих принципах организации местного самоуправления в Российской Федерации».
В случае недостаточной резервной ёмкости для кодирования объектов классификации в какой-либо группировке открывается новая группировка с таким же наименованием. При этом в наименованиях этих группировок даются взаимные отсылки.
Блок дополнительных данных включает административные центры для муниципальных районов, сельских поселений и города или поселки для городских округов, муниципальных округов и городских поселений.
В ряде случаев один населённый пункт является центром нескольких муниципальных образований (муниципального района и городского округа; муниципального района и муниципального округа; муниципального округа и городского округа; городского округа и сельского поселения; муниципального округа и сельского поселения, городского поселения и сельского поселения; нескольких сельских поселений).
В этом случае в первом разделе включается пояснение с указанием наименования муниципального образования, в состав которого входит этот административный центр.
Во втором разделе ОКТМО каждая позиция структурно состоит из двух блоков:
- блока идентификации;
- блока наименований.

Блок идентификации объектов классификации включает 11-значные цифровые коды и их контрольные числа (КЧ).
Код строится следующим образом. К 8-ми разрядному коду по ОКТМО муниципального образования, в состав которого входят населённые пункты, добавляются три разряда для кодирования этих населенных пунктов с использованием серийно-порядкового метода кодирования.
Формула структуры кода ОКТМО во втором разделе:
- ХХ ХХХ ХХХ ХХХ, где: 1-8 знаки идентифицируют муниципальные образования, в состав которых входят населённые пункты; 9-11 знаки идентифицируют населённые пункты.

Города кодируются серией кодов — от 001 до 049;
Посёлки городского типа (рабочие посёлки, курортные посёлки, дачные посёлки, посёлки, городские посёлки) кодируются серией кодов — от 051 до 099.
Сельские населённые пункты (посёлки, сёла, станицы, деревни, хутора, кишлаки, аулы и др.) кодируются серией кодов — от 101 до 999.
Населённому пункту, являющемуся административным центром муниципального района, сельского поселения, городу, посёлку, входящему в состав городского округа, муниципального округа, городского поселения, присваивается трёхзначный номер на последнем разряде с цифрой 1:
- для городов — 001;
- для посёлков городского типа — 051;
- для сельских населённых пунктов — 101.

Если населённый пункт является административным центром нескольких муниципальных образований, его кодирование осуществляется внутри муниципального образования, в состав которого он входит, а в наименование группировки другого муниципального образования во втором разделе ОКТМО включается пояснение c указанием кода этого населённого пункта.

## Актуальный набор данных ОКТМО
Актуальная структура и актуальный набор данных ОКТМО в формате набора открытых данных CSV публикуются на сайте Федеральной службы государственной статистики в разделе "Открытые данные / Общероссийский классификатор территорий муниципальных образований (ОКТМО)".

## Муниципальные образования и территориальные единицы, отсутствующие в ОКТМО
В ОКТМО отсутствуют:
- Бежтинский участок Цунтинского района Дагестана;

- группировка муниципальных образований по Агинскому, Коми-Пермяцкому и Усть-Ордынскому округам;

- населённые пункты поселений и городских округов в составе Москвы.